# Zagłębie Lubin (piłka nożna)
KGHM Zagłębie Lubin – polski klub piłkarski z siedzibą w Lubinie występujący w Ekstraklasie. Dwukrotny mistrz Polski (1990/1991, 2006/2007) oraz zdobywca Superpucharu Polski w 2007. W tabeli wszech czasów Ekstraklasy Zagłębie zajmuje 10. miejsce.
Sponsorem tytularnym oraz właścicielem klubu jest KGHM Polska Miedź.
Klub prowadzi również drużynę rezerw.

## Informacje ogólne
- Pełna nazwa: KGHM Zagłębie Lubin Spółka Akcyjna
- Data założenia: 2 marca 1946
- Historyczne nazwy:

(sierpień 1945) Organizacja Młodzieży Towarzystwa Uniwersytetów Robotniczych (OMTUR) Lubin
(wrzesień 1946) KS Zawisza Lubin
(1949) KS Gwardia Lubin
(1951) KS Spójnia Lubin
(1953) Zawisza Lubin
(1960) Górnik Lubin
(1966) Międzyzakładowy Klub Sportowy Zagłębie Lubin
- Barwy: miedziano-biało-zielone Stadion Zagłębia Lubin

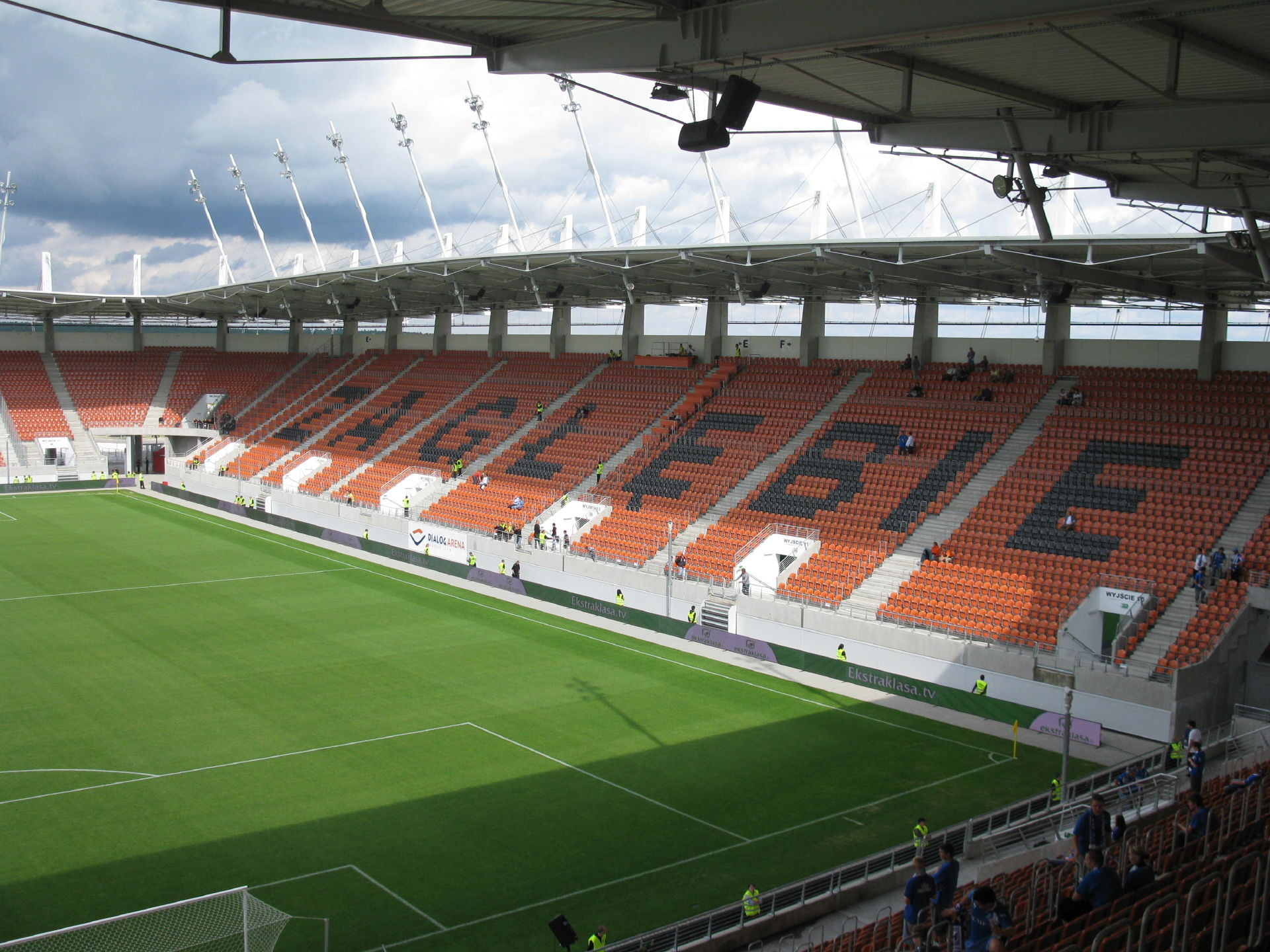
Stadion Zagłębia Lubin

- Przydomki klubu używane przez kibiców:
  - „Miedziowi” (od miedzi, która jest wydobywana w stolicy polskiej miedzi jaką jest Lubin)
- Adres: Marii Skłodowskiej-Curie 98, 59-301 Lubin
- Stadion: Stadion Zagłębia, 16300 miejsc
- Historyczne stadiony:

(od 1945 do 1946) Boisko przy ulicy Kościuszki
(od 1946 do 1971) Stadion przy ulicy Odrodzenia, obecnie stadion OSIR Lubin
(od 1971 do 1972) Z powodu remontu stadionu przy ulicy Odrodzenia drużyna rozgrywa mecze na stadionie zastępczym, o nawierzchni żużlowej, a także na boiskach w Ścinawie i Chojnowie
(od 1972 do 1985) Stadion Górniczy przy ulicy Marii Skłodowskiej-Curie
(od 1985 do 2008) Stadion Górniczego Ośrodka Sportowego (w PRL nosił nazwę Stadion 40-lecia Powrotu Ziem Zachodnich i Północnych do Macierzy) przy ulicy Marii Skłodowskiej-Curie
(od 2008 do 2009) Z powodu budowy nowego stadionu przy ulicy Marii Skłodowskiej-Curie drużyna rozgrywa mecze na stadionie w Polkowicach
(od 2009) Stadion Dialog Arena przy ulicy Marii Skłodowskiej-Curie (od stycznia 2012 pod nazwą „Stadion Zagłębia Lubin”)
- Baza treningowa:

Stadion Zagłębia w Lubinie: płyta główna oraz trzy pełnowymiarowe boiska
Stadion Górniczy przy ulicy Marii Skłodowskiej-Curie
- Właściciel: KGHM Polska Miedź Spółka Akcyjna

## Historia
Część młodych, powojennych mieszkańców Lubina była zrzeszona głównie w Organizacji Młodzieży Towarzystwa Uniwersytetu Robotniczego (OMTUR). Garstka zapaleńców, niedługo po przyłączeniu Lubina do Polski, założyła pierwsze w Lubinie ognisko sportowe. Zorganizowane w sierpniu 1945 koło OMTUR utworzyło sekcję piłki nożnej. Baza sportowo-treningowa praktycznie nie istniała. Działania wojenne zniszczyły około 90% miasta, nie zachowały się żadne obiekty sportowe. Drużyna trenowała na własnoręcznie zbudowanym boisku przy ul. Kościuszki (obecnie restauracja Lutnia). Pierwsze mecze rozgrywano już jesienią 1945, m.in. z drużyną wojsk radzieckich stacjonujących w Lubinie.
W marcu 1946 na fundamencie drużyny koła OMTUR powstał Klub Sportowy Zawisza.

## Sukcesy
- Mistrzostwa Polski:
  -  1. miejsce (2): 1990/1991, 2006/2007
  -  2. miejsce (1): 1989/1990
  -  3. miejsce (2): 2005/2006, 2015/2016
- Puchar Polski:
  -  Finalista (3): 2004/2005, 2005/2006, 2013/2014
- Superpuchar Polski:
  -  Zdobywca (1): 2007
  -  Finalista (1): 1991
- Mistrz Młodej Ekstraklasy
  -  1. miejsce (2): 2009/2010, 2010/2011
- Mistrzostwa Polski Juniorów U19:
  -  1. miejsce (3): 2008/2009, 2009/2010, 2021/2022
- Mistrzostwa Polski Juniorów U17:
  -  1. miejsce (1): 2021/2022
- Liczba sezonów w ekstraklasie: 23
- Miejsce w tabeli wszech czasów ekstraklasy: 10
- Najwyższe ligowe zwycięstwo: Zagłębie – Ślęza Wrocław 7:0 (1988), Zagłębie – Śląsk Wrocław 7:0 (1992), Zagłębie – GKS Katowice 7:0 (2004)
- Sukcesy Indywidualne:
  - Złote Buty: Romuald Kujawa – 1990, Adam Zejer – 1991
  - Piłkarz roku plebiscytu „Piłka Nożna”: Piotr Czachowski (Legia Warszawa, Zagłębie Lubin) – 1991

### Opis osiągnięć

#### Wicemistrzostwo Polski1989/1990
Zagłębie Lubin jako beniaminek ekstraklasy zdobył wicemistrzostwo Polski. Był to pierwszy większy sukces drużyny. Dzięki zdobyciu wicemistrzostwa Miedziowi mieli prawo do gry w Pucharze UEFA.

#### Mistrzostwo Polski1990/1991
W tym sezonie Zagłębie zdobyło Mistrzostwo Polski. Miedziowi mistrzostwo zapewnili sobie w 29 kolejce rozgrywek, pokonując na własnym stadionie 2:1 Zawiszę Bydgoszcz. Zdobycie Mistrzostwa Polski dało prawo gry w Pucharze Mistrzów Klubowych.

#### Brązowy medalista mistrzostw Polski2005/2006
Początek sezonu 2005/2006 drużyna Zagłębia rozpoczęła fatalnie. Po pięciu meczach lubinianie mieli 3 punkty i byli na ostatnim miejscu. Po fatalnym starcie sezonu zarząd klubu zwolnił trenera Dražena Beska i zatrudnił Franciszka Smudę. Efekt pracy nowego trenera był widoczny. Zagłębie pięło się w górę tabeli i grało bardzo skutecznie. Na wiosnę Miedziowi grali bardzo dobrze na swoim stadionie, gdzie zwyciężyli wszystkie mecze i nie stracili żadnej bramki. Zagłębie w 30 meczach ligowych zdobyło 49 punktów.

#### Mistrzostwo Polski2006/2007
26 maja o godz. 18:00, w ostatniej kolejce Orange Ekstraklasy, Zagłębie Lubin grało w stolicy z miejscową Legią, aktualnym mistrzem Polski. Mecz zakończył się wynikiem 2-1 dla gości, co pozwoliło Zagłębiu Lubin zdobyć drugie w historii klubu Mistrzostwo Polski.
Strzelcami bramek dla Zagłębia Lubin byli Manuel Arboleda i Michał Stasiak.

#### Puchar Polski, edycja 2005/2006, finał
2 mecze finałowe:
- 26 kwietnia 2006, Zagłębie Lubin – Wisła Płock 2:3 (0:1). Bramki: Jackiewicz, Arboleda – Jeleń 2, Belada
- 3 maja 2006, Wisła Płock – Zagłębie Lubin 3:1 (0:0). Bramki: Magdoń, Geworgian, Truszczyński – Piszczek

#### Puchar Polski, edycja 2004/2005, finał
2 mecze finałowe:
- 18 czerwca 2005, Dyskobolia Grodzisk Wielkopolski – Zagłębie Lubin 2:0 (2:0)
- 21 czerwca 2005, Zagłębie Lubin – Dyskobolia Grodzisk Wlkp. 1:0 (1:0)

#### Puchar Polski, edycja 2013/2014, finał
- 2 maja 2014, Zagłębie Lubin – Zawisza Bydgoszcz 0:0 (5:6 w karnych)

## Stadion
Zagłębie rozgrywa swoje mecze na stadionie KGHM Zagłębie Arena. Obiekt ten zastąpił stary stadion, otwarty w 1985 roku. Budowa nowego stadionu rozpoczęła się w 2007 roku. Pierwszy oficjalny mecz na nowym stadionie Zagłębie rozegrało 14 marca 2009 przeciwko Górnikowi Łęczna. Stadion spełnia wymogi dla 3 gwiazdkowych obiektów UEFA, co pozwala na rozgrywanie większości spotkań, oprócz finałów rozgrywek Ligi Mistrzów, Pucharu UEFA, Mistrzostw Świata i Mistrzostw Europy – ze względu na zbyt małą pojemność trybun stadionu: 16 086 miejsc.

## Lokaty uzyskane przez klub w swojej historii występów w Ekstraklasie

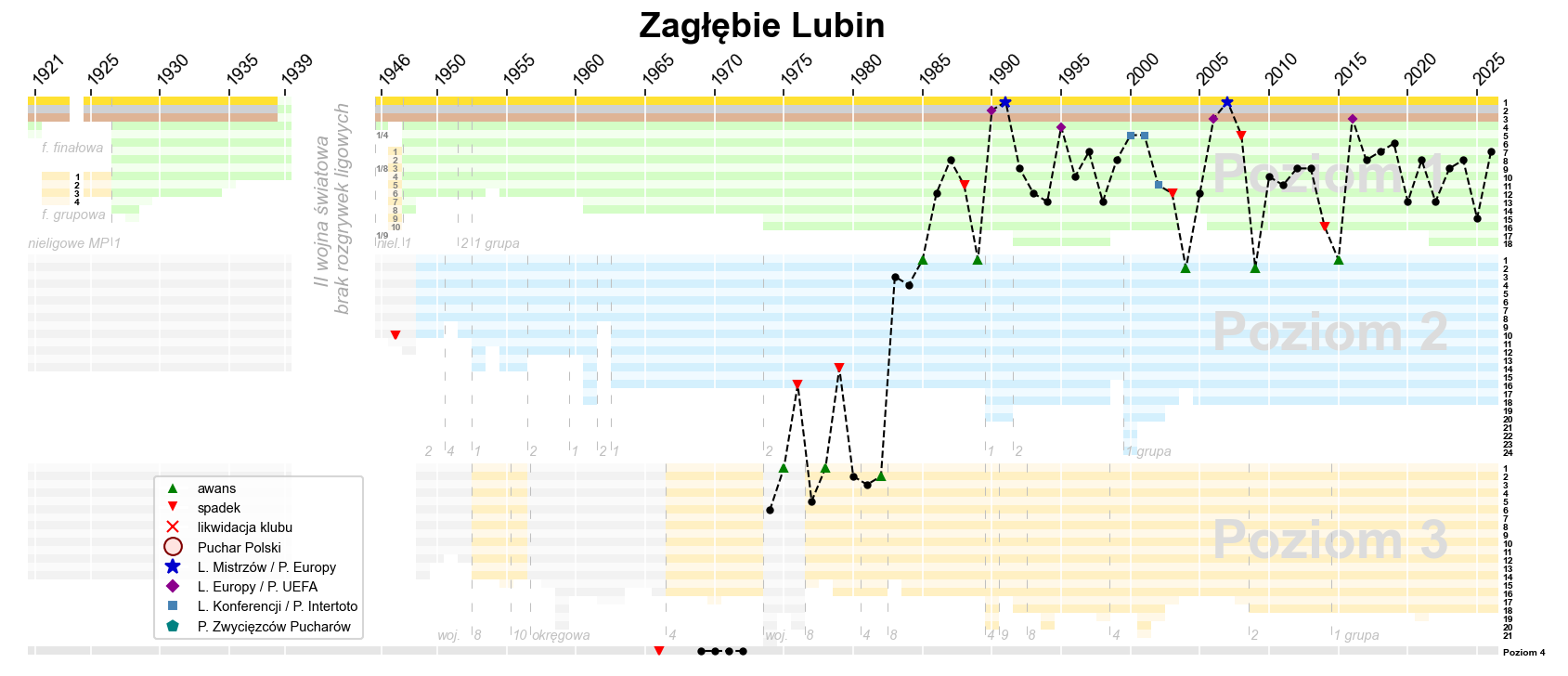
Historia występów Zagłębia Lubin w rozgrywkach ligowych

| Sezon     | Uzyskane Miejsce     |
| --------- | -------------------- |
| 1985/1986 | 12                   |
| 1986/1987 | 8                    |
| 1987/1988 | 11 (spadek)          |
| 1988/1989 | II liga              |
| 1989/1990 | 2                    |
| 1990/1991 | mistrzostwo          |
| 1991/1992 | 9                    |
| 1992/1993 | 12                   |
| 1993/1994 | 13                   |
| 1994/1995 | 4                    |
| 1995/1996 | 10                   |
| 1996/1997 | 7                    |
| 1997/1998 | 13                   |
| 1998/1999 | 8                    |
| 1999/2000 | 5                    |
| 2000/2001 | 5                    |
| 2001/2002 | 11                   |
| 2002/2003 | 12 (spadek)          |
| 2003/2004 | II liga              |
| 2004/2005 | 12                   |
| 2005/2006 | 3                    |
| 2006/2007 | mistrzostwo          |
| 2007/2008 | 5 (karna degradacja) |
| 2008/2009 | I liga               |
| 2009/2010 | 10                   |
| 2010/2011 | 11                   |
| 2011/2012 | 9                    |
| 2012/2013 | 8                    |
| 2013/2014 | 16 (spadek)          |
| 2014/2015 | I liga               |
| 2015/2016 | 3                    |
| 2016/2017 | 9                    |
| 2017/2018 | 7                    |
| 2018/2019 | 6                    |
| 2019/2020 | 11                   |
| 2020/2021 | 8                    |
| 2021/2022 | 13                   |
| 2022/2023 | 9                    |
| 2023/2024 | 8                    |
| 2024/2025 | 15                   |

## Zawodnicy
Stan na 13 lutego 2025 roku
| Nr | Poz. | Piłkarz                    |
| -- | ---- | -------------------------- |
| 1  | BR   | Jasmin Burić               |
| 2  | OB   | Kamil Sochań               |
| 3  | OB   | Alexander Abrahamsson      |
| 4  | OB   | Damian Michalski           |
| 5  | OB   | Aleks Ławniczak            |
| 6  | PO   | Tomasz Makowski            |
| 7  | PO   | Marek Mróz                 |
| 8  | PO   | Damian Dąbrowski (kapitan) |
| 11 | PO   | Arkadiusz Woźniak          |
| 13 | OB   | Mateusz Grzybek            |
| 14 | PO   | Ludvig Fritzson            |
| 15 | PO   | Hubert Adamczyk            |
| 17 | PO   | Mateusz Wdowiak            |
| 18 | PO   | Adam Radwański             |
| 20 | PO   | Mateusz Dziewiatowski      |
| 21 | PO   | Tomasz Pieńko              |

| Nr | Poz. | Piłkarz             |
| -- | ---- | ------------------- |
| 22 | BR   | Adam Matysek        |
| 23 | PO   | Patryk Kusztal      |
| 24 | PO   | Krzysztof Kolanko   |
| 25 | OB   | Michał Nalepa       |
| 26 | OB   | Jakub Kolan         |
| 27 | OB   | Bartłomiej Kłudka   |
| 30 | BR   | Dominik Hładun      |
| 31 | OB   | Igor Orlikowski     |
| 33 | OB   | Jarosław Jach       |
| 34 | BR   | Michał Matys        |
| 44 | PO   | Marcel Reguła       |
| 77 | PO   | Kajetan Szmyt       |
| 80 | NA   | Daniel Mikołajewski |
| 90 | NA   | Dawid Kurminowski   |
| 99 | PO   | Cyprian Popielec    |
|    | OB   | Josip Ćorluka       |

### Piłkarze na wypożyczeniu
| Nr | Poz. | Piłkarz                                                |
| -- | ---- | ------------------------------------------------------ |
|    | PO   | Filip Kocaba (w Arce Gdynia do 30 czerwca 2025)        |
|    | OB   | Szymon Karasiński (w Ruchu Chorzów do 30 czerwca 2025) |
|    | NA   | Rafał Adamski (w Warcie Poznań do 30 czerwca 2025)     |

### Zastrzeżone numery
| Nr | Poz. | Piłkarz                        |
| -- | ---- | ------------------------------ |
| 10 | PO   | Paweł Piotrowski (pośmiertnie) |

## Kibice
„Miedziowi” to przydomek kibiców Zagłębia Lubin.
Kibice Zagłębia przyjaźnią się z kibicami Arki Gdynia, Odry Opole, Zawiszy Bydgoszcz i Polonii Bytom.
Niegdyś przyjaźnili się także z Lechem Poznań. Zgoda istniała do 2009 roku.
Do 2019 roku także przyjaźnili się z Falubazem.
9 września 2009 roku powstało Stowarzyszenie Sympatyków Zagłębia Lubin „Zagłębie Fanatyków”.
Zagłębie Lubin jest jednym z najpopularniejszych klubów na Dolnym Śląsku posiadającym Fan Cluby w wielu miejscowościach województwa (m.in. w Bolesławcu, Chocianowie, Chojnowie, Lubaniu, Lwówku Śląskim, Polkowicach, Strzegomiu, Ścinawie, Świdnicy i Złotoryi). Miedziowi posiadają Fan Cluby również poza Dolnym Śląskiem, m.in. we Wschowie (województwo lubuskie).

## Europejskie puchary
Legenda do wszystkich tabel:
- Q – runda eliminacyjna, 1/16, 1/8, 1/4, 1/2 – odpowiednia faza rozgrywek, Grupa – runda grupowa, 1r gr – pierwsza runda grupowa, 2r gr – druga runda grupowa, F – finał, R – runda, PO – play-off
- k. – rzuty karne, los. – losowanie, Dogr. – dogrywka, w. – zasada bramek strzelonych na wyjeździe

| Sezon   | Rozgrywki        | Runda   | Klub             | Dom | Wyjazd | Ogólnie     |
| ------- | ---------------- | ------- | ---------------- | --- | ------ | ----------- |
| 1990/91 | Puchar UEFA      | 1R      | Bologna FC       | 0–1 | 0–1    | 0–2         |
| 1991/92 | Puchar Europy    | 1R      | Brøndby          | 2–1 | 0–3    | 2–4         |
| 1995/96 | Puchar UEFA      | Q       | Szirak           | 0–0 | 1–0    | 1–0         |
| 1995/96 | Puchar UEFA      | 1R      | A.C. Milan       | 0–4 | 1–4    | 1–8         |
| 1996    | Puchar Intertoto | Grupa 4 | SV Ried          | 2–1 |        | 2. miejsce  |
| 1996    | Puchar Intertoto | Grupa 4 | Silkeborg        |     | 0–0    | 2. miejsce  |
| 1996    | Puchar Intertoto | Grupa 4 | Conwy United     | 3–0 |        | 2. miejsce  |
| 1996    | Puchar Intertoto | Grupa 4 | Charleroi        |     | 0–0    | 2. miejsce  |
| 2000    | Puchar Intertoto | 1R      | FK Masallı       | 4–0 | 3–1    | 7–1         |
| 2000    | Puchar Intertoto | 2R      | Slaven Belupo    | 1–1 | 0–0    | 1–1, w.     |
| 2001    | Puchar Intertoto | 1R      | Hibernians       | 4–0 | 0–1    | 4–1         |
| 2001    | Puchar Intertoto | 2R      | Lokeren          | 2–2 | 1–2    | 3–4         |
| 2002    | Puchar Intertoto | 1R      | Dinaburg         | 1–1 | 0–1    | 1–2         |
| 2006/07 | Puchar UEFA      | 1Q      | Dynama Mińsk     | 1–1 | 0–0    | 1–1, w.     |
| 2007/08 | Liga Mistrzów    | 2Q      | Steaua Bukareszt | 0–1 | 1–2    | 1–3         |
| 2016/17 | Liga Europy      | 1Q      | Sławia Sofia     | 3–0 | 0–1    | 3–1         |
| 2016/17 | Liga Europy      | 2Q      | Partizan         | 0–0 | 0–0    | 0–0, k: 4–3 |
| 2016/17 | Liga Europy      | 3Q      | SønderjyskE      | 1–2 | 1–1    | 2–3         |

## Trenerzy

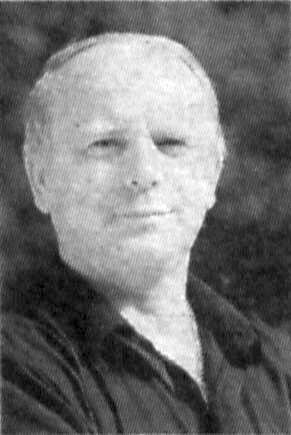
Stanisław Świerk – trener klubu w latach 1979–1982 i 1988-90

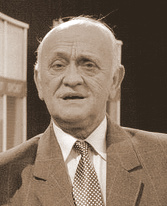
Andrzej Strejlau – trener klubu w latach 1995–1996

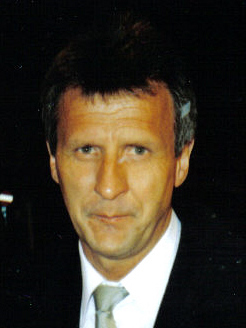
Stefan Majewski – trener klubu w 2001

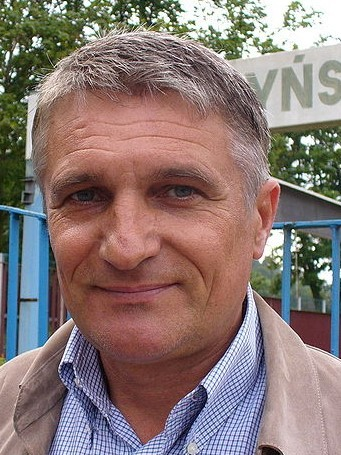
Adam Nawałka – trener klubu w 2002

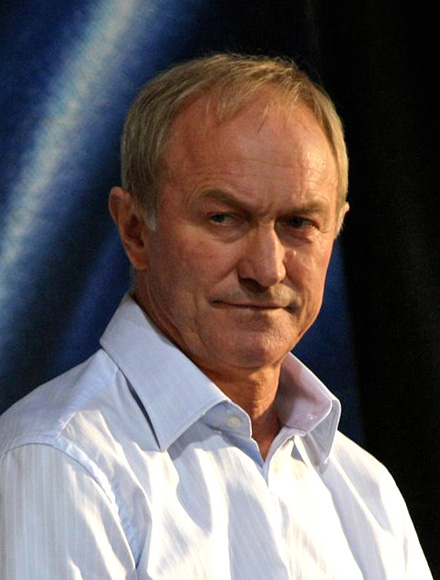
Franciszek Smuda – trener klubu w latach 2005–2006 i 2009

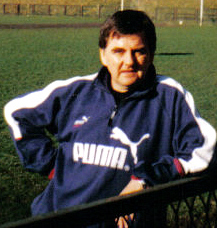
Edward Klejndinst – trener klubu w 2006

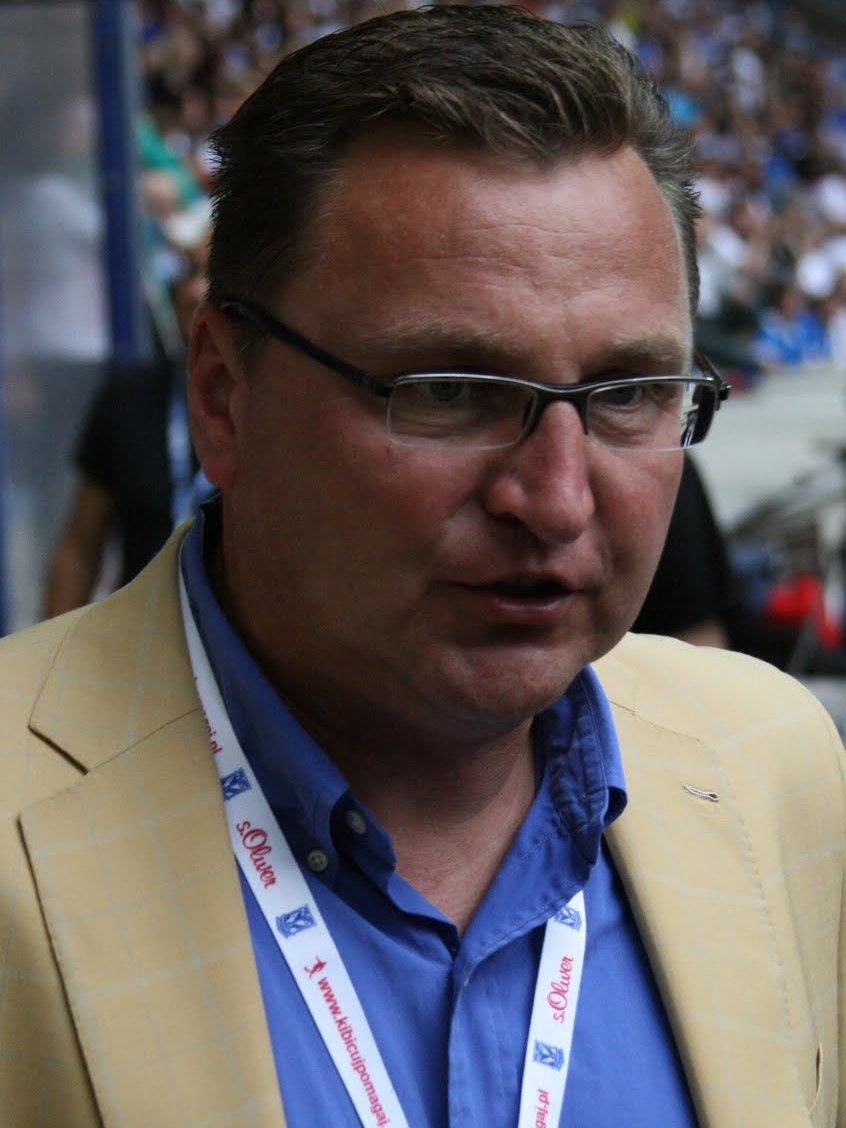
Czesław Michniewicz – trener klubu w latach 2006–2007

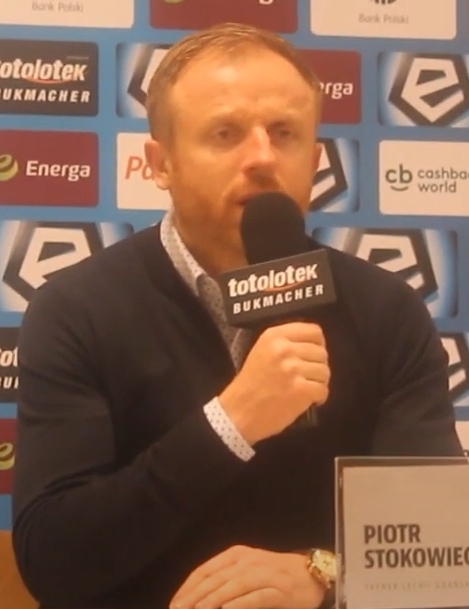
Piotr Stokowiec – trener klubu w latach 2014–2017 i 2021-2022

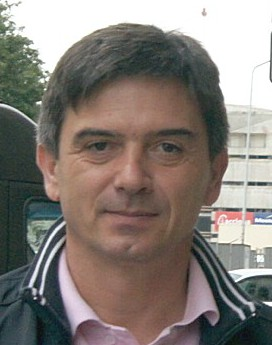
Waldemar Fornalik – trener klubu w latach 2022-2024

| Lp.   | Narodowość          | Imię i nazwisko                  | Lata                                       |
| 1.    | PRL                 | Zdzisław Wolsza                  | 1976                                       |
| 2.    | PRL                 | Stanisław Świerk (1. kadencja)   | 1979 – 82                                  |
| 3.    | PRL                 | Alojzy Łysko                     | 1987 – 88                                  |
| (2.)  | PRL / Polska        | Stanisław Świerk (2. kadencja)   | 1988 – 90                                  |
| 4.    | Polska              | Marian Putyra                    | 25 października 1990 – 30 czerwca 1992     |
| 5.    | Polska              | Jerzy Fiutowski                  | 1993 – 94                                  |
| 6.    | Polska              | Mirosław Dragan (1. kadencja)    | 21 kwietnia 1994 – 25 października 1994    |
| 7.    | Polska              | Wiesław Wojno                    | 26 października 1994 – 10 września 1995    |
| 8.    | Polska              | Andrzej Strejlau                 | 24 października 1995 – 15 czerwca 1996     |
| (6.)  | Polska              | Mirosław Dragan (2. kadencja)    | 15 czerwca 1996 – 28 października 1996     |
| 9.    | Polska              | Adam Topolski (1. kadencja)      | 29 października 1996 – 1 października 1997 |
| 10.   | Polska              | Andrzej Szarmach                 | 1997 – 98                                  |
| 11.   | Polska              | Mirosław Jabłoński               | 1 lipca 1998 – 30 czerwca 2001             |
| 12.   | Polska              | Stefan Majewski                  | 28 czerwca 2001 – 17 listopada 2001        |
| 13.   | Polska              | Jerzy Wyrobek                    | 17 listopada 2001 – 18 czerwca 2002        |
| 14.   | Polska              | Adam Nawałka                     | 18 czerwca 2002 – 6 października 2002      |
| 15.   | Polska              | Wiesław Wojno                    | 7 października 2002 – 5 maja 2003          |
| (9.)  | Polska              | Adam Topolski (2. kadencja)      | 5 maja 2003 – 29 lipca 2003                |
| 16.   | Serbia i Czarnogóra | Žarko Olarević                   | lipiec 2003 – 3 grudnia 2003               |
| 17.   | Chorwacja           | Dražen Besek                     | 23 grudnia 2003 – 6 września 2005          |
| 18.   | Polska              | Franciszek Smuda (1. kadencja)   | 6 września 2005 – 17 maja 2006             |
| p.o.  | Polska              | Marek Kusto (tymczasowo)         | 13 grudnia 2005 – 18 grudnia 2005          |
| 19.   | Polska              | Edward Klejndinst                | 1 czerwca 2006 – 3 października 2006       |
| 20.   | Polska              | Czesław Michniewicz              | 3 października 2006 – 22 października 2007 |
| 21.   | Polska              | Rafał Ulatowski                  | 22 października 2007 – 11 lipca 2008       |
| 22.   | Polska              | Dariusz Fornalak                 | 11 lipca 2008 – 17 listopada 2008          |
| 23.   | Polska              | Robert Jończyk                   | 17 listopada 2008 – 12 kwietnia 2009       |
| 24.   | Polska              | Orest Lenczyk (1. kadencja)      | 16 kwietnia 2009 – 30 czerwca 2009         |
| 25.   | Polska              | Andrzej Lesiak                   | 17 czerwca 2009 – 27 sierpnia 2009         |
| (18.) | Polska              | Franciszek Smuda (2. kadencja)   | 28 sierpnia 2009 – 18 grudnia 2009         |
| 26.   | Polska              | Marek Bajor                      | 18 grudnia 2009 – 7 marca 2011             |
| p.o.  | Polska              | Marcin Broniszewski (tymczasowo) | 7–10 marca 2011                            |
| 27.   | Polska              | Jan Urban                        | 10 marca 2011 – 31 października 2011       |
| 28.   | Czechy              | Pavel Hapal                      | 31 października 2011 – 30 lipca 2013       |
| p.o.  | Polska              | Adam Buczek (tymczasowo)         | 30 lipca 2013 – 27 września 2013           |
| (24.) | Polska              | Orest Lenczyk (2. kadencja)      | 27 września 2013 – 12 maja 2014            |
| 29.   | Polska              | Piotr Stokowiec (1. kadencja)    | 12 maja 2014 – 28 listopada 2017           |
| 30.   | Polska              | Mariusz Lewandowski              | 28 listopada 2017 – 29 października 2018   |
| 31.   | Holandia            | Ben van Dael                     | 29 października 2018 – 31 sierpnia 2019    |
| p.o.  | Polska              | Paweł Karmelita (tymczasowo)     | 31 sierpnia 2019 – 16 września 2019        |
| 32.   | Słowacja            | Martin Ševela                    | 16 września 2019 – 1 lipca 2021            |
| p.o.  | Polska              | Paweł Karmelita (tymczasowo)     | 1 lipca 2021 – 15 lipca 2021               |
| 33.   | Polska              | Dariusz Żuraw                    | 16 lipca 2021 – 16 grudnia 2021            |
| p.o.  | Polska              | Paweł Karmelita (tymczasowo)     | 16 grudnia 2021 – 21 grudnia 2021          |
| (29.) | Polska              | Piotr Stokowiec (2. kadencja)    | 21 grudnia 2021 – 8 listopada 2022         |
| p.o.  | Polska              | Paweł Karmelita (tymczasowo)     | 8 listopada 2022 – 29 listopada 2022       |
| 34.   | Polska              | Waldemar Fornalik                | 29 listopada 2022 – 23 września 2024       |
| 35.   | Polska              | Marcin Włodarski                 | 25 września 2024 – 10 marca 2025           |
| 36.   | Polska              | Leszek Ojrzyński                 | 13 marca 2025 –                            |